# Preston (Cotswold)
Pour les articles homonymes, voir Preston.
Preston est une paroisse civile et un village du Gloucestershire, en Angleterre.